# San Matteo in Via Merulana (titre cardinalice)
San Matteo in Via Merulana est un titre cardinalice. Le titre est établi une première fois en 112 par le pape Alexandre Ier. Le pape Grégoire Ier (590-604) supprime le titre en 600. Le titre est établi de nouveau en 1517 par Léon X et est supprimé en 1801. En 1775, l'église est déjà délabrée et le titre n'est plus octroyé depuis 1776. Le titre est transféré à Santa Maria della Vittoria en 1801.

## Titulaires
| - Cristoforo Numai, O.F.M (1517) - Egidio da Viterbo, O.E.S.A. (1517-1530) - Charles de Hémard de Denonville (1537-1540) - Bartolomé de la Cueva de Albuquerque (1546-1551) - Girolamo Dandini (1551-1555) - Gianbernardino Scotti, Ordine dei C.R (1556-1568) - Jérôme Souchier, O.Cist. (1569-1571) - Decio Azzolino (1586-1587) - Giovanni Evangelista Pallotta (1588-1603) - Giovanni Delfino (1604-1605) - Roberto Bellarmino, S.J. (1605–1621) - Antonio Zapata y Cisneros (1605-1606) - Roberto Ubaldini (1617) | - Francesco Sforza (1617-1618) - Francesco Sacrati (1621-1623) - Francesco Maria Mancini (1670-1672) - Francesco Nerli (1673-1704) - Nicola Grimaldi (1716-1717) - Giovanni Battista Altieri (1724-1739) - Vincenzo Bichi (1740-1743) - Fortunato Tamburini, O.S.B (1743-1753) - Luigi Mattei (1753-1756) - Alberico Archinto (1756) - Andrea Corsini (1769-1776) - Titre supprimé en 1801 |